# 迪克冰川
84°53′S 175°50′W / 84.883°S 175.833°W
迪克冰川是南極洲的冰川，位於杜費克海岸，全長13公里，最終在泰勒冰原島峰以北注入沙克爾頓冰川，以美國海軍上尉命名。